# Paola Borboni
Paola Borboni (1 de enero de 1900 – 9 de abril de 1995) fue una actriz teatral, cinematográfica y televisiva de nacionalidad italiana, una de las figuras históricas del teatro en su país, con una prolongada carrera, iniciada en 1916 y finalizada en 1994, pocos meses antes de fallecer.

## Biografía

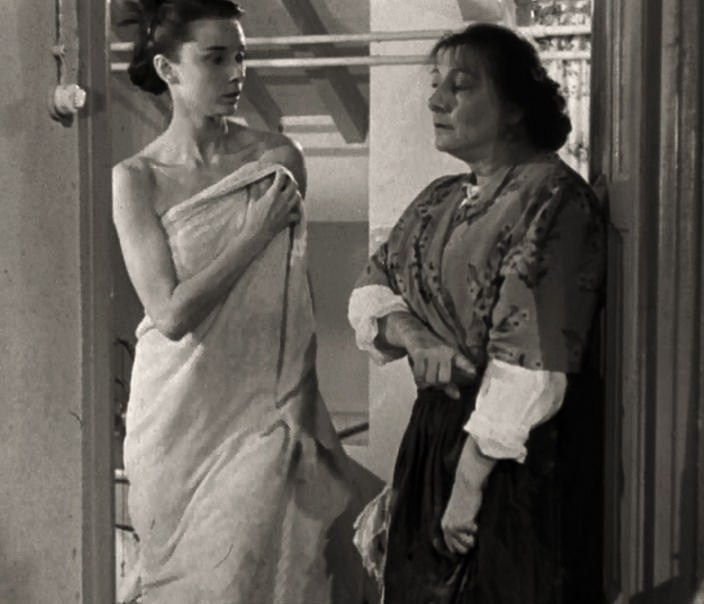
Borboni (derecha) y Audrey Hepburn en Vacaciones en Roma.

Nacida en Parma, fue una mujer con una fuerte personalidad, mente vivaz y espíritu libre. Borboni puede ser considerada, por su trayectoria y su forma de actuar, como una contrapartida femenina de Vittorio Gassman, a pesar de que éste era veinte años más joven.
Nacida en una familia de artistas (su padre era empresario teatral), se inició en el teatro siendo muy joven, y a los dieciocho años de edad ya era primera actriz. En 1925 actuó con los pechos descubiertos interpretando al personaje de la sirena protagonista en la pieza Algamarina, de Carlo Veneziani, en el que fue el primer desnudo del teatro italiano, lo cual supuso un enorme escándalo. 
Al ir madurando, Borboni fue haciendo papeles más complejos y dramáticos. Entre 1933 y 1942 fue primera actriz durante dos temporadas con Ruggero Ruggeri (con el cual volvió a trabajar en 1949), y en 1934 montó un grupo propio, para lo cual hubo de sacrificar sus joyas. En 1942 ya había interpretado obras de todo tipo de autores, desde Marco Praga a Pier Maria Rosso di San Secondo, Gabriele D'Annunzio y George Bernard Shaw.
Pero su gran pasión fue Luigi Pirandello, al que interpretó durante seis años en tres diferentes compañías, financiándose, entre otras cosas, con los beneficios de una revista (Mani in tasca e naso al vento, de Michele Galdieri , representada en 1939 con Odoardo Spadaro). En sus últimos años volvió a interpretar a Pirandello con Io e Pirandello (temporada 1991-1992) y Berretto a sonagli del 1994. Paola Borboni actuó por toda Italia y fue una actriz absolutamente completa:
- En el género brillante, que no abandonó nunca (Ciao Rudy, de Pietro Garinei y Sandro Giovannini en 1972; un show de cabaret titulado Io, Paola Borboni, en 1975, con el joven Bruno Vilar, con el que se había casado en 1972);
- En la tragedia (Esquilo; William Shakespeare, cuyo El rey Lear volvió a interpretar en 1985; Federico García Lorca; la Clitemnestra de Yourcenar en 1988);
- En el monólogo, siendo la primera actriz en practicarlo (desde 1954 a 1965), con Madri, zitelle e donne sole al tramonto, sobre textos, entre otros, de Luigi Pirandello, Corrado Alvaro, Riccardo Bacchelli (La serpe grigia), Alberto Savinio, Dino Buzzati. El último fue Io Paola la Commediante, escrito para ella por Mario Luzi en 1992);
- En el teatro extranjero representado en Italia desde la década de 1950 a la de 1960 (Bertolt Brecht, Harold Pinter, Samuel Beckett, Eugène Ionesco).
- En la poesía, que en la década de 1980 la vio, entre otros, como protagonista de la Notte dei Poeti en el sugerente escenario del teatro romano de Nora.

## Actividad cinematográfica
Paola Borboni hizo también mucho cine (más de 70 filmes entre 1918 y 1990), de entre los cuales destacan La locandiera de Luigi Chiarini (1944), Gelosia de Pietro Germi, I vitelloni de Federico Fellini (1953), y Per grazia ricevuta de Nino Manfredi (1970). Fue, además, la hilarante marquesa en la cinta de culto Occhio, malocchio, prezzemolo e finocchio.

## Vida privada
En 1972, a los setenta y dos años de edad, se casó con Bruno Vilar, poeta y actor cuarenta años más joven que ella. El 23 de junio de 1978 tuvieron un grave accidente de tráfico, a consecuencia del cual Vilar falleció, quedando ella obligada a utilizar muletas.
Paola Borboni falleció en 1995, en una residencia en Bodio Lomnago, a causa de un ictus. Fue enterrada en Parma, en el cementerio de la Villetta, en la tumba familiar junto a sus hermanas Anna (1901-1982) y Elena (1904-1984) y su tío Giuseppe.

## Filmografía
| - Jacopo Ortis, de Giuseppe Sterni (1918) - Il furto del sentimento, de Giuseppe Guarino (1919) - Il bacio di un re, de Giuseppe Guarino (1919) - Gli artigli d'acciaio, de Giuseppe Guarino (1920) - Il principe idiota, de Eugenio Perego (1920) - Sinfonia pastorale, de Giuseppe Sterni (1921) - L'ora della morte, de Giuseppe Sterni (1921) - L'uomo che sorride, de Mario Mattoli (1936) - Lo smemorato, de Gennaro Righelli (1936) - Vivere, de Guido Brignone (1937) - Nina, non far la stupida, de Nunzio Malasomma (1937) - Ho perduto mio marito, de Enrico Guazzoni (1937) - Ricchezza senza domani, de Ferdinando Maria Poggioli (1940) - Il sogno di tutti, de Oreste Biancoli (1940) - Giorno di nozze, de Raffaello Matarazzo (1942) - Il nemico, de Guglielmo Giannini (1943) - Il birichino di papà, de Raffaello Matarazzo (1943) - L'avventura di Annabella, de Leo Menardi (1943) - La vita torna, de Pier Luigi Faraldo (1943) - Il viaggio del signor Perrichon, de Paolo Moffa (1943) - Una piccola moglie, de Giorgio Bianchi (1943) - Sorelle Materassi, de Ferdinando Maria Poggioli (1944) - La locandiera, de Luigi Chiarini (1944) - Finalmente sì, de László Kish (1944) - Il ventesimo duca, de Lucio De Caro (1945) - La freccia nel fianco, de Alberto Lattuada (1945) - La resa di Titì, de Giorgio Bianchi (1945) - Non canto più, de Riccardo Freda (1945) - Le modelle di via Margutta, de Giuseppe Maria Scotese (1946) - Canzone di primavera, de Mario Costa (1950) - Cavalcata d'eroi, de Mario Costa (1950) - È più facile che un cammello..., de Luigi Zampa (1951) - Ultimo perdono, de Renato Polselli (1952) - La città canora, de Mario Costa (1952) - Ai margini della metropoli, de Carlo Lizzani (1952) - Roma ore 11, de Giuseppe De Santis (1952) - Siamo ricchi e poveri, de Siro Marcellini (1953) - Lulù, de Fernando Cerchio (1953) - Il bacio dell'Aurora, de Gianfranco Parolini (1953) - Gli uomini, che mascalzoni!, de Glauco Pellegrini (1953) | - Gelosia, de Pietro Germi (1953) - Condannatelo!, de Luigi Capuano (1953) - Los inútiles, de Federico Fellini (1953) - Vacaciones en Roma, de William Wyler (1953) - Terza liceo, de Luciano Emmer (1954) - Mamma, perdonami!, de Giuseppe Vari (1954) - François il contrabbandiere, de Gianfranco Parolini (1954) - Amori di mezzo secolo, episodio L'amore romantico, de Glauco Pellegrini (1954) - Santarellina, de Yves Allegret (1954) - L'affaire Maurizius, de Julien Duvivier (1954) - I cavalieri della regina, de Mauro Bolognini (1954) - Rosso e nero, de Domenico Paolella (1955) - Gli anni che non ritornano, de Yves Allégret (1955) - Mi permette, babbo!, de Mario Bonnard (1956) - Casta Diva, de Carmine Gallone (1956) - L'oro di Roma, de Carlo Lizzani (1961) - Menage all'italiana, de Franco Indovina (1965) - La ragazzola, de Giuseppe Orlandini (1965) - I complessi, episodio Il complesso della schiava nubiana, de Franco Rossi (1965) - Una vergine per il principe, de Pasquale Festa Campanile (1966) - Arabella, de Mauro Bolognini (1967) - The Biggest Bundle of Them All, de Ken Annakin (1968) - Cuando las mujeres tenían cola, de Pasquale Festa Campanile (1970) - Per grazia ricevuta, de Nino Manfredi (1971) - Le belve, de Giovanni Grimaldi (1971) - All'ovest di Sacramento, de Federico Chentrens (1971) - Sessomatto, episodio Non è mai troppo tardi, de Dino Risi (1973) - Bello come un arcangelo, de Alfredo Giannetti (1974) - Paolo Barca maestro elementare praticamente nudista, de Flavio Mogherini (1975) - Nerone, de Mario Castellacci y Pier Francesco Pingitore (1977) - L'albero della maldicenza, de Giacinto Bonaquisti (1979) - La cage aux folles 2, de Edouard Molinaro (1980) - La storia vera della signora delle camelie, de Mauro Bolognini (1981) - Più bello di così si muore, de Pasquale Festa Campanile (1982) - Cicciabomba, de Umberto Lenzi (1982) - Occhio, malocchio, prezzemolo e finocchio, de Sergio Martino (1983) - Blue Dolphin - L'avventura continua, de Giorgio Moser (1990) |

## Televisión
Para la RAI:
- Lumie di Sicilia, de Luigi Pirandello, con Paolo Carlini, Paola Borbón y Anna Nogara. Dirección de Silverio Blasi. 23 de junio de 1957.
- Piccolo mondo antico, 1957.
- Il romanzo di un maestro, 1959.